# گرته ناتزلر
گرته ناتزلر (انگلیسی: Grete Natzler؛ ‏ ۱۹ ژوئن ۱۹۰۶ – ۱۰ ژوئن ۱۹۹۹) با نام هنری دلا لیند بازیگر و خواننده اپرا اهل اتریش بود. وی بین سال‌های ۱۹۲۹ تا ۱۹۳۸ میلادی فعالیت می‌کرد.
از فیلم‌هایی که وی در آن نقش داشته‌است، می‌توان به خانم سوئیسی، معمای اسکاتلندیارد،  خیال مرا از سر بیرون کن و وین، شهر موسیقی اشاره کرد.